# 針生氏
針生氏（はりゅうし/はりうし）は日本の氏族。
蘆名盛滋の子盛幸が、「蘆名」から「針生」へと改姓したのが始まり。
蘆名氏の改易後は伊達氏に仕える。1676年秋田藩に仕えていた蘆名千鶴丸が事故死し、本家が断絶した為、名家蘆名氏の断絶を惜しんだ伊達綱村の命で、時の針生氏当主盛定は蘆名へと姓を戻した。
幕末にはこの系統の末裔蘆名盛景が額兵隊総督として戊辰戦争に参陣している。